# Sympycnus nudus
Sympycnus nudus är en tvåvingeart som beskrevs av Becker 1922. Sympycnus nudus ingår i släktet Sympycnus och familjen styltflugor.
Artens utbredningsområde är Taiwan. Inga underarter finns listade i Catalogue of Life.